# آلودگی بیرونی

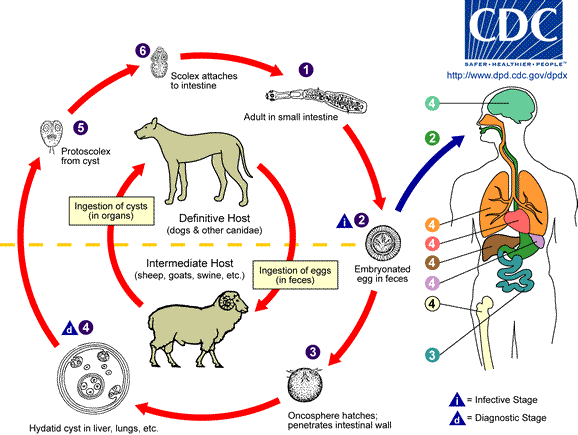
چرخه زندگی اکینوکوک، کرم نواری عامل بیماری انگلی کیست هیداتید

آلودگی بیرونی به حالت آلودگی تهاجمی توسط آفات یا انگل‌ها گفته می‌شود.که می‌تواند در بدن موجودات زنده (میزبان) باشد.